# Festival de Cannes 1978
Le Festival de Cannes 1978, 31e édition, a lieu du 16 au 30 mai 1978 et se déroule au Palais des Festivals dit Palais Croisette, 50 du boulevard de la Croisette.

## Jury de la compétition
- Président du jury : Alan J. Pakula, réalisateur
- Andreï Kontchalovski, réalisateur
- Claude Goretta, réalisateur
- Franco Brusati, réalisateur
- François Chalais, critique
- Georges Wakhévitch, décorateur
- Harry Saltzman, producteur
- Liv Ullmann, comédienne
- Michel Ciment, critique

## Sélections

### Sélection officielle

#### Compétition
La sélection officielle en compétition se compose de 23 films :
| Film                                                          | Réalisateur              | Pays                  |
| ------------------------------------------------------------- | ------------------------ | --------------------- |
| Cri de femmes (Kravgi Gynaikon)                               | Jules Dassin             | Grèce                 |
| L'Empire de la passion (Ai no bōrei)                          | Nagisa Ōshima            | Japon                 |
| Une femme libre (An Unmarried Woman)                          | Paul Mazursky            | États-Unis            |
| Bravo maestro                                                 | Rajko Grlić              | Yougoslavie           |
| Rêve de singe (Ciao maschio)                                  | Marco Ferreri            | Italie                |
| Retour (Coming Home)                                          | Hal Ashby                | États-Unis            |
| Despair (Despair - eine Reise ins Lich)                       | Rainer Werner Fassbinder | Allemagne de l'Ouest  |
| La Femme gauchère (Die Linkshändige Frau)                     | Peter Handke             | Allemagne de l'Ouest  |
| Ecce bombo                                                    | Nanni Moretti            | Italie                |
| Une nuit très morale (Egy erkölcsös éjszaka)                  | Károly Makk              | Hongrie               |
| Le Recours de la méthode (El recurso del método)              | Miguel Littín            | France, Mexique, Cuba |
| L'Arbre aux sabots (L'albero degli zoccoli)                   | Ermanno Olmi             | Italie                |
| Les Yeux bandés (Los ojos vendados)                           | Carlos Saura             | Espagne               |
| Les Épaves du naufrage (Los restos del naufragio)             | Ricardo Franco           | Espagne               |
| Midnight Express                                              | Alan Parker              | Royaume-Uni           |
| Un accident de chasse (Moi laskoviy i niejnie zver)           | Emil Loteanu             | Union soviétique      |
| Molière                                                       | Ariane Mnouchkine        | France                |
| La Petite (Pretty Baby)                                       | Louis Malle              | États-Unis            |
| Spirale (Spirala)                                             | Krzysztof Zanussi        | Pologne               |
| Le Chant de Jimmy Blacksmith (The Chant of Jimmie Blacksmith) | Fred Schepisi            | Australie             |
| Le Cri du sorcier (The Shout)                                 | Jerzy Skolimowski        | Royaume-Uni           |
| Violette Nozière                                              | Claude Chabrol           | France                |
| Les Guerriers de l'enfer (Who'll Stop the Rain)               | Karel Reisz              | États-Unis            |

#### Un certain regard
L'année 1978 marque la création de la section Un certain regard. 14 films y sont présentés :
- Des gens pas si mal que ça (Aika hyvä ihmiseksi) de Rauni Mollberg
- Alyam, Alyam d'Ahmed El Maânouni
- Coronel Delmiro Gouveia de Geraldo Sarno
- L'Homme de marbre (Człowiek z marmuru) d'Andrzej Wajda
- Degas in New Orleans de Gary Goldman
- Die Rückkehr des alten Herrn de Vojtěch Jasný
- Grand Hôtel des Palmes de Memè Perlini
- Hitler, un film d'Allemagne (Hitler, ein Film aus Deutschland) de Hans-Jürgen Syberberg
- Koko, le gorille qui parle de Barbet Schroeder
- Le Dossier 51 de Michel Deville
- Naapet de Guenrikh Malian
- Ocaña, portrait par intermittence (Ocaña, retrato intermitente) de Ventura Pons
- The New Klan: Heritage of Hate de Leslie Shatz et Eleanor Bingham
- Un balcon en forêt de Michel Mitrani

#### Hors compétition
2 films sont présentés hors compétition :
- Fedora de Billy Wilder
- La Dernière Valse (The Last Waltz) de Martin Scorsese

### Quinzaine des réalisateurs
La sélection officielle des longs métrages de la Quinzaine des réalisateurs se compose de 21 films.
- La Sainte Alliance (A Santa Alianca) d'Eduardo Geada
- Alicia dans l'Espagne des merveilles (Alicia en la España de las maravillas) de Jorge Feliu
- Bilbao de Bigas Luna
- Chuvas de Verão de Carlos Diegues
- La Vedette (Der Hauptdarsteller) de Reinhard Hauff
- En och en d'Erland Josephson, Ingrid Thulin et Sven Nykvist
- Girlfriends de Claudia Weill
- I vecchi e i giovani de Marco Leto
- Le Règne de Naples (Nel regno di Napoli) de Werner Schroeter
- Insiang de Lino Brocka
- Les Belles Manières de Jean-Claude Guiguet
- Gamín de Ciro Durán
- Les Fils de Fierro (Los hijos de Fierro) de Fernando Solanas
- Maternale de Giovanna Gagliardo
- Les Marginaux (Oka Oorie Katha) de Mrinal Sen
- Renaldo et Clara (Renaldo and Clara) de Bob Dylan
- Sus Etz de Yaky Yosha
- The Getting of Wisdom de Bruce Beresford
- Mafu Cage (The Mafu Cage) de Karen Arthur
- The Scenic Route de Mark Rappaport
- Zoo zéro d'Alain Fleischer

### Perspectives du cinéma français
D'après le site officiel du Festival de Cannes et d'Unifrance.
Longs-métrages
- Comme les anges déchus de la planète Saint-Michel de Jean Schmidt
- En l'autre bord de Jérôme Kanapa
- Couleur chair de François Weyergans
- Genre masculin de Jean Marbœuf
- L'Hypothèse du tableau volé de Raoul Ruiz
- L'Ombre et la Nuit de Jean-Louis Leconte
- La Fille de Prague avec un sac très lourd de Danielle Jaeggi
- La Tortue sur le dos de Luc Béraud
- Le Paradis des riches de Paul Barge
- Passe montagne de Jean-François Stévenin
- Utopia d'Iradj Azimi

Courts-métrages
- Albert Londe de  Joël Farges
- Aventures avec Louis II de Gérard Stérin
- Cartes postales de Philippe Rigout
- Cauchemar blanc de Aline Issermann
- Chaotilop de Jean-Louis Gros
- Joan Dun de Roland Moreau et Georges Perdriaud
- L'Amour en son absence de Yves Yaneck
- L'Homme gommé de Michel Maingois
- Le retour du privé de Takis Candilis
- Paysage avec un prince charmant de Serge Dubor
- Regards sur l'écriture : Nathalie Sarraute de Simone Benmussa
- Stephen de Jean-Jacques Bernard
- Une épouse romantique de Robert Réa
- Suaire de Serge Lutens

### Semaine de la critique
- Alambrista! de Robert Milton Young (Etats-Unis)
- Die Frau gegenüber de Hans Noever (RFA)
- Jubilee de Derek Jarman (Royaume-Uni)
- L'Odeur des fleurs des champs de Srđan Karanović (Yougoslavie)
- Per questa notte de Carlo di Carlo (Italie)
- Roberte de Pierre Zucca (France)
- Une brèche dans le mur de Jillali Ferhati (Maroc)
- Un et un (En och en) d'Erland Josephson, Sven Nykvist & Ingrid Thulin (Suède)

## Palmarès
- Palme d'Or (à l'unanimité) : L'Arbre aux sabots (L'albero degli zoccoli) d'Ermanno Olmi
- Grand prix spécial du jury (ex æquo) : 
  - Rêve de singe de Marco Ferreri
  - Le Cri du sorcier (The Shout) de Jerzy Skolimowski
- Prix d'interprétation féminine (ex æquo) :
  - Jill Clayburgh pour Une femme libre (An Unmarried Woman) de Paul Mazursky
  - Isabelle Huppert pour Violette Nozière de Claude Chabrol
- Prix d'interprétation masculine : Jon Voight pour Retour (Coming Home) de Hal Ashby
- Prix de la mise en scène : Nagisa Ōshima pour L'Empire de la passion (Ai no bōrei)
- Grand prix de la Commission supérieure technique du cinéma français : La Petite (Pretty Baby) de Louis Malle
- Prix de la critique internationale - FIPRESCI : L'Homme de marbre (Człowiek z marmuru) de Andrzej Wajda
- Caméra d'or : Alambrista! de Robert Malcolm Young
- Palme d'or du court métrage : La Traversée de l'Atlantique à la rame, de Jean-François Laguionie
- Prix du jury - court métrage : 
  - Oh, My Darling de Børge Ring
  - The Doonesbury Special de John Hubley, Faith Hubley, Garry Trudeau